# Jaroslav Sobota
Jaroslav Sobota (* 7. Dezember 1979) ist ein tschechischer Badmintonspieler.

## Karriere
Jaroslav Sobota wurde 2009 erstmals tschechischer Mannschaftsmeister mit dem Team von Sokol Radotín Meteor OTEC Praha. 2012 siegte er zum ersten Mal bei den Einzelmeisterschaften.

## Sportliche Erfolge
| Saison | Veranstaltung                           | Disziplin    | Platz | Name                            |
| ------ | --------------------------------------- | ------------ | ----- | ------------------------------- |
| 2009   | Tschechische Mannschaftsmeisterschaften | Mannschaft   | 1     | Sokol Radotín Meteor OTEC Praha |
| 2012   | Tschechische Einzelmeisterschaften      | Herrendoppel | 1     | Josef Rubáš / Jaroslav Sobota   |